# Комб де Лансе
Комб де Лансе (фр. Combe-de-Lancey) насеље је и општина у источној Француској у региону Рона-Алпи, у департману Изер која припада префектури Гренобл.
По подацима из 2011. године у општини је живело 704 становника, а густина насељености је износила 37,05 становника/km². Општина се простире на површини од 19 km². Налази се на средњој надморској висини од 600 метара (максималној 2.813 m, а минималној 316 m).

## Демографија
| 1962. | 1968. | 1975. | 1982. | 1990. | 1999. | 2011. |
| ----- | ----- | ----- | ----- | ----- | ----- | ----- |
| 358   | 249   | 243   | 350   | 452   | 528   | 704   |

График промене броја становника у току последњих година